# Пикодон
Пикодо́н (фр. Picodon) — мягкий французский сыр из козьего молока.

## История
Сыр начали производить в предгорьях Альп в долине реки Рона. В 1983 году Пикодон получил сертификат AOC. В 2005 году было произведено 586 тонн сыра Пикодон.

## Изготовление
Пикодон изготавливают из козьего молока с небольшим количеством сычужных добавок. Его разливают в небольшие формы, усеянные крошечными отверстиями. После предварительного высушивания калье помещают в погреб, где сыр созревает 2-4 недели. Строгих сроков созревания у Пикодона нет. У молодого (2 недели) сыра мякоть и корочка белого цвета, у более выдержанного сыра мякоть становится упругой и приобретает жёлтый оттенок, а корочка становится голубой. Сыр производят с весны до осени.
Разновидности Пикодона:
- Picodon de l’Ardèche — (40-60 г), наиболее распространённый вид, с заметной кислотностью.
- Picodon de Crest — (60 г), сделан из молока очень высокого качества, что придаёт ему более сильный аромат.
- Picodon du Dauphiné — как правило, продают хорошо созревшим.
- Picodon de Dieulefit — (40-90 г), продают молодые и зрелые сорта.
- Picodon de la Drôme — (45 г), имеет солёный и сладкий аромат с низкой кислотностью.
- Picodon à l’huile d’olive — маринуется в лавре и оливковом масле.

## Описание
Головка сыра, покрытая небольшим налётом голубоватой плесени, имеет форму небольшого кругляша диаметром 5-8 см, толщиной 1-3 см и весом 50-100 г. Жирность — 45 %. У этого сыра сладко-солёно-кисловатый вкус. Пикодон лучше всего подходит к белому вину Saint Joseph blanc или игристому сладкому мускатному Rivesaltes (Muscat de Rivesaltes).